# Rio Copăcelu
O Rio Copăcelu é um rio da Romênia, afluente do Bâsca Mare, localizado no distrito de Buzău.